# Hawea (jezioro)

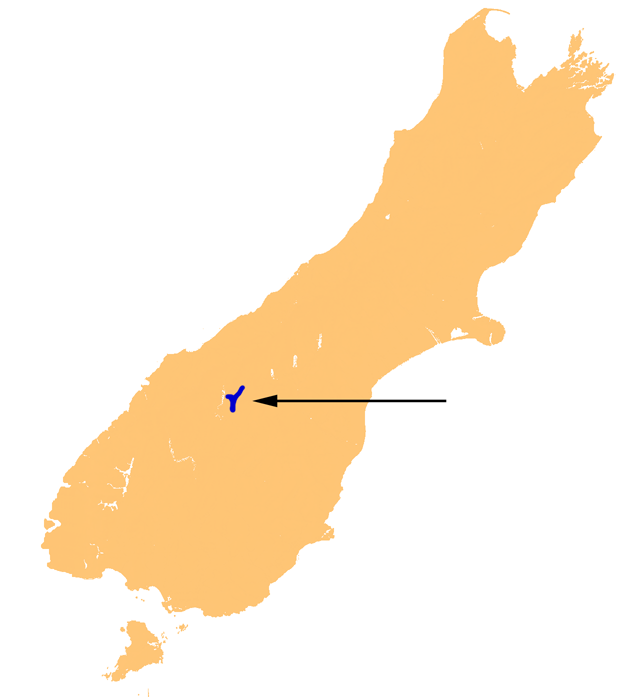
Jezioro Hawea

Hawea – jezioro polodowcowe o powierzchni 141 km², położone na Wyspie Południowej. Jego głębokość dochodzi do 392 m.